# Municipio de Wayne (condado de Erie)
El municipio de Wayne (en inglés: Wayne Township) es un municipio ubicado en el condado de Erie en el estado estadounidense de Pensilvania. En el año 2000 tenía una población de 1.766 habitantes y una densidad poblacional de 18 personas por km².

## Geografía
El municipio de Wayne se encuentra ubicado en las coordenadas 41°59′00″N 79°42′59″O / 41.98333, -79.71639.

## Demografía
Según la Oficina del Censo en 2000 los ingresos medios por hogar en la localidad eran de $38,859 y los ingresos medios por familia eran de $42,589. Los hombres tenían unos ingresos medios de $32,159 frente a los $22,621 para las mujeres. La renta per cápita de la localidad era de $16,398. Alrededor del 8,2% de la población estaba por debajo del umbral de pobreza.